# Adolf Wiesler
Adolf Wiesler (* 7. Dezember 1878 in Graz; † 25. November 1958 in Wien) war ein österreichischer Landschaftsmaler und Grafiker.

## Leben
Wiesler studierte in Graz, wo er der Vereinigung Bildender Künstler Steiermarks angehörte, in Düsseldorf und in Berlin. Danach arbeitete er in Baden bei Wien.